# Les Derniers Jours de Stefan Zweig
 (septembre 2024).
Si vous disposez d'ouvrages ou d'articles de référence ou si vous connaissez des sites web de qualité traitant du thème abordé ici, merci de compléter l'article en donnant les références utiles à sa vérifiabilité et en les liant à la section « Notes et références ».
Les derniers jours de Stefan Zweig est un roman de Laurent Seksik, publié en 2010, évocation de l'exil brésilien de l'écrivain Stefan Zweig.

## Résumé
Laurent Seksik raconte jour après jour les six derniers mois de la vie de Stefan Zweig et de sa seconde femme. Tout commence en septembre 1941 quand l'écrivain arrive au Brésil, à Petrópolis, fuyant le régime nazi. Sa femme Lotte, son ancienne secrétaire, décide de le suivre dans son exil malgré le désespoir de son mari qui n'arrive plus à surmonter ce mal de vivre qui l'accable de plus en plus. Puis viennent les dernières heures de ce dimanche 22 février, les deux flacons de véronal, leurs derniers instants, ultime intimité d'un destin tragique.

## Historique
Les derniers jours de Stefan Zweig est resté trois mois dans la liste des meilleures ventes de L'Express.
Le roman a été dans la dernière sélection du prix Marie-Claire, du prix Landernau, du prix Joseph Kessel, du prix Orange, des Globes de Cristal de France Télévision, du Grand Prix des Lectrices de Elle. 
Le livre a obtenu le Prix Baie des Anges 2010 et le prix Impact Médecin.
À la parution, Laurent Seksik sera cité par le New York Times comme l'un des artisans du renouveau de l'intérêt pour Stefan Zweig dans le monde.

## Adaptations

### Au théâtre
- Les Derniers Jours de Stefan Zweig, pièce adaptée par l'auteur, 2012

### En bande dessinée
Cet ouvrage a été transposé en version bande dessinée par son auteur, dont Guillaume Sorel a signé les dessins, en 88 pages, et est paru aux éditions Casterman en février 2012  (ISBN 978-2-203-04176-9).